# Fairly OddBaby
Fairly OddBaby is een televisiefilm van de animatieserie Fairly OddParents van Nickelodeon. Hij werd in de Verenigde Staten uitgezonden op 18 februari 2008 als begin van het zesde seizoen. In Nederland werd hij voor het eerst op 17 augustus 2008 uitgezonden.

## Verhaal
Timmy ontdekt dat Cosmo en Wanda altijd afgeleid raken als ze ook maar in de buurt van een baby komen en als Timmy vraagt waarom ze zelf geen baby hebben, worden ze erg neerslachtig. Ze leggen hem uit dat toen Cosmo een baby'tje was, hij zó gevaarlijk was dat er is besloten dat geen enkele fee ooit nog een baby zou mogen krijgen. Dan besluit Timmy om te wensen dat Cosmo en Wanda hun eigen baby'tje krijgen, iets wat al in geen 10.000 jaar meer is gebeurd. Omdat er niks over het wensen van een baby staan in het "Da Rules"-boek, wenst Timmy, ondanks alle waarschuwingen van Jorgen von Strangle dat er consequenties voor zullen komen.
Als een feeënbaby wordt opgevoed door verkeerde wezens, zoals de Elven (Pixies) en Anti-Feeën (Anti-Fairies), kan de onuitputtelijke toverkracht worden gebruikt voor het slechte. Daarom werken de Elven en de Anti-Feeën samen om zo de baby in hun handen te krijgen en de kracht te gebruiken om Feeënland en de aarde te verwoesten.

## Culturele verwijzingen
- Als Cosmo Timmy's voetbalplaatjes opeet, merkt hij op dat Edwin Zoetebier niet naar zoet bier smaakt.
- Als Jorgen het "Da Rules" boek zoekt voor een "Je mag geen baby wensen!"-regel, noemt hij een andere, "Geen Tom Cruise"-regel.
- Jorgen van Strangle nam de lok-baby mee en noemde hem Napoleon en gaf hem daarna de bekende bicorne hoed (die Napoleon ook altijd op had).
- Er zijn een aantal verwijzingen naar Rio en de band "Bee Gees".
- Er is ook een verwijzing naar een zin uit Ghostbusters: "Honden en katten die bij elkaar leven -- totale paniek".
- Een van Jorgens namen, Kajagoogoo, verwijst naar een eendagsband uit de jaren '80
- De vermomming van Wanda tijdens het redden van de baby was "Wanda Hood", wat verwijst naar Robin Hood